# Harold Barclay
Harold B. Barclay (nascido em 3 de janeiro de 1924) é professor emerito em antropologia na Universidade de Alberta, Edmonton, no Canadá. Sua pesquisa tem como foco sociedades rurais no Egito moderno e grupos árabes habitantes da região norte do Sudão. Suas especializações são em antropologia política e antropologia da religião.
Ele também é reconhecido como um escritor notável e teórico anarquista, especializado em teorias envolvendo a destruição do estado e como uma sociedade pode operar sem figuras de governo.

## Obras
- Buurri al Lamaab, a suburban village in the Sudan. Cornell studies in anthropology. Ithaca, N.Y.: Cornell University Press, 1964.
- The role of the horse in man's culture. London: J.A. Allen, 1980. ISBN 0851313299
- Culture: the human way. Calgary. Alta., Canada: Western Publishers, 1986. ISBN 0919119115
- People without Government: An Anthropology of Anarchy, rev. ed., Seattle: Left Bank Books, 1990. ISBN 0-939306-09-3.
- Culture and anarchism. London: Freedom Press, 1997. ISBN 0900384840
- The state. London: Freedom Press, 2003. ISBN 1904491006
- Longing for Arcadia: memoirs of an anarcho-cynicalist anthropologist. Victoria, B.C.: Trafford, 2005. ISBN 1412056799